# Rosemar Coelho Neto
Rosemar Maria Coelho Neto (ur. 2 stycznia 1977 w Juquiá) – brazylijska lekkoatletka, sprinterka. Brązowa medalistka olimpijska z Pekinu i olimpijka z Aten, pięciokrotna mistrzyni Ameryki Południowej, złota medalistka mistrzostw ibero-amerykańskich, medalistka uniwersjady.

## Przebieg kariery
W 1996 roku była członkinią brazylijskiej sztafety 4 × 100 m, która otrzymała srebrny medal rozgrywanych w Bucaramandze mistrzostw Ameryki Południowej do lat 20. Cztery lata później zdobyła indywidualnie srebrny medal mistrzostw ibero-amerykańskich w Rio de Janeiro. W 2001 roku zdobyła trzy medale seniorskich mistrzostw Ameryki Południowej, w tym złoty medal w sztafecie 4 × 100 m. Również w konkurencji biegu sztafet 4 × 100 m zdobyła srebrny medal uniwersjady, której gospodarzem był Pekin. W 2002 roku zdobyła jedyny raz w karierze złoty medal mistrzostw ibero-amerykańskich, tytuł mistrzyni otrzymała w konkurencji sztafety 4 × 100 m.
W ramach rozgrywanych w Atenach igrzysk olimpijskich startowała w dwóch konkurencjach. W biegu na 100 m odpadła w ćwierćfinale, uzyskując w tej fazie zmagań czas 11,45 plasujący Brazylijkę na 7. miejscu w grupie startowej, natomiast w sztafecie 4 × 100 m Brazylijki odpadły w eliminacjach, uzyskując czas 43,12 plasujący zespół na 4. miejscu w grupie i 9. miejscu w gronie wszystkich sztafet.
W 2006 roku została trzykrotną mistrzynią Ameryki Południowej, dwa z tych medali zdobyła indywidualnie – w konkurencji biegu na 100 i 200 m. W czasie letnich igrzysk olimpijskich rozgrywanych w Pekinie startowała wyłącznie w konkurencji sztafety 4 × 100 m. W finale razem z koleżankami z ekipy ustanowiła czas 43,14 plasujący brazylijską sztafetę na 4. miejscu – po dyskwalifikacji rosyjskiej sztafety za stosowanie dopingu Brazylijki awansowały o pozycję wyżej i tym samym zostały brązowymi medalistkami imprezy. W 2009 roku wystąpiła na mistrzostwach świata, w trakcie których brazylijska sztafeta 4 × 100 m z jej udziałem awansowała do finału i ostatecznie zajęła 4. miejsce.

## Osiągnięcia
| Rok     | Zawody                                   | Miasto         | Miejsce | Konkurencja        | Wynik |
| ------- | ---------------------------------------- | -------------- | ------- | ------------------ | ----- |
| 1996    | Mistrzostwa Ameryki Południowej juniorów | Bucaramanga    | srebro  | sztafeta 4 × 100 m | 47,4h |
| 2000    | Mistrzostwa ibero-amerykańskie           | Rio de Janeiro | srebro  | bieg na 100 m      | 11,67 |
| 2001    | Mistrzostwa Ameryki Południowej          | Manaus         | brąz    | bieg na 100 m      | 11,79 |
| 2001    | Mistrzostwa Ameryki Południowej          | Manaus         | srebro  | bieg na 200 m      | 23,52 |
| 2001    | Mistrzostwa Ameryki Południowej          | Manaus         | złoto   | sztafeta 4 × 100 m | 44,32 |
| 2001    | Uniwersjada                              | Pekin          | 5. SF   | bieg na 100 m      | 11,69 |
| 2001    | Uniwersjada                              | Pekin          | DNF SF  | bieg na 200 m      | N/A   |
| 2001    | Uniwersjada                              | Pekin          | srebro  | sztafeta 4 × 100 m | 44,13 |
| 2002    | Mistrzostwa ibero-amerykańskie           | Gwatemala      | złoto   | sztafeta 4 × 100 m | 44,28 |
| 2003    | Mistrzostwa Ameryki Południowej          | Barquisimeto   | 4.      | bieg na 200 m      | 23,50 |
| 2003    | Mistrzostwa Ameryki Południowej          | Barquisimeto   | złoto   | sztafeta 4 × 100 m | 44,16 |
| 2003    | Uniwersjada                              | Daegu          | 7.      | bieg na 100 m      | 11,89 |
| 2003    | Uniwersjada                              | Daegu          | DNF H   | bieg na 200 m      | N/A   |
| 2003    | Uniwersjada                              | Daegu          | brąz    | sztafeta 4 × 100 m | 45,79 |
| 2004    | Mistrzostwa ibero-amerykańskie           | Huelva         | 5.      | bieg na 100 m      | 11,76 |
| 2004    | Mistrzostwa ibero-amerykańskie           | Huelva         | brąz    | bieg na 200 m      | 23,83 |
| 2004    | Mistrzostwa ibero-amerykańskie           | Huelva         | brąz    | sztafeta 4 × 100 m | 44,13 |
| 2004    | Igrzyska olimpijskie                     | Ateny          | 7. QF   | bieg na 100 m      | 11,45 |
| 2004    | Igrzyska olimpijskie                     | Ateny          | 4. H    | sztafeta 4 × 100 m | 43,12 |
| 2006    | Mistrzostwa Ameryki Południowej          | Tunja          | złoto   | bieg na 100 m      | 11,53 |
| 2006    | Mistrzostwa Ameryki Południowej          | Tunja          | złoto   | bieg na 200 m      | 23,44 |
| 2006    | Mistrzostwa Ameryki Południowej          | Tunja          | złoto   | sztafeta 4 × 100 m | 44,72 |
| 2008    | Mistrzostwa ibero-amerykańskie           | Iquique        | brąz    | bieg na 100 m      | 11,74 |
| 2008    | Mistrzostwa ibero-amerykańskie           | Iquique        | brąz    | bieg na 200 m      | 23,86 |
| 2008    | Mistrzostwa ibero-amerykańskie           | Iquique        | srebro  | sztafeta 4 × 100 m | 44,99 |
| 2008    | Igrzyska olimpijskie                     | Pekin          | brąz    | sztafeta 4 × 100 m | 43,14 |
| 2009    | Mistrzostwa Ameryki Południowej          | Lima           | srebro  | sztafeta 4 × 100 m | 44,52 |
| 2009    | Igrzyska Luzofonii                       | Lizbona        | złoto   | sztafeta 4 × 100 m | 44,08 |
| 2009    | Mistrzostwa świata                       | Berlin         | 4.      | sztafeta 4 × 100 m | 43,13 |
| 2011    | Mistrzostwa Ameryki Południowej          | Buenos Aires   | brąz    | bieg na 100 m      | 11,80 |
| 2011    | Mistrzostwa Ameryki Południowej          | Buenos Aires   | srebro  | sztafeta 4 × 100 m | 44,56 |
| Źródło: |                                          |                |         |                    |       |

W latach 2004-2012 otrzymała pięć złotych medali mistrzostw Brazylii.

## Rekordy życiowe
- bieg na 100 m – 11,31 (8 kwietnia 2006, São Paulo)
- bieg na 200 m – 23,10 (15 lipca 2001, Tunja)
- bieg na 400 m – 54,56 (21 kwietnia 2001, São Caetano do Sul)
- sztafeta 4 × 100 m – 42,97 (10 lipca 2004, Bogota)
- sztafeta 4 × 400 m – 3:33,78 (21 września 2006, São Paulo)

Źródło: 